# 张卫红
张卫红（1964年—），男，西北工业大学教授、副校长，教育部第二批长江学者特聘教授。主要从事结构轻量化设计与切削加工制造中的力学问题计算理论与方法研究。

## 生平
1984年获西北工业大学飞行器制造工程系学士学位。1991年12月获比利时列日大学博士学位并在该校航空航天实验室从事博士后研究。1996年2月任法国贝尔福-蒙贝里亚科技大学高级研究员。曾任西北工业大学理学院院长。2015年4月起任西北工业大学副校长。